# Hans-Gotthilf Strasser
Johannes Gotthilf Strasser (auch Hans-Gotthilf Strasser, Hans G. Strasser; * 10. Dezember 1883 in Tzschetzschnow (seit 1947 Ortsteil von Frankfurt (Oder)); † 19. Juni 1963 in Berlin-Wilhelmshagen) war ein deutscher Rechtswissenschaftler und LDPD-Politiker der DDR.

## Leben
Strassers Eltern waren der Standesbeamte Richard Anton Strasser Martha Antonie Strasser. Er legte 1902 sein Abitur am Köllnischen Gymnasium in Berlin ab und studierte anschließend an der Universität Heidelberg Rechts- und Staatswissenschaft und Nationalökonomie. 1908 legte Strasser an der Friedrich-Wilhelms-Universität in Berlin seine erste juristische Staatsprüfung ab. An der Universität Heidelberg erfolgte 1908 seine Promotion zum Doktor der Rechte mit der Arbeit „Art und Umfang des Vorbehaltegutes der Ehegatten nach dem Bürgerlichen Gesetzbuche. Eine Studie zur Lehre vom ehelichen Güterrecht“. Von 1908 bis 1912 war Strasser Referendar beim Amtsgericht in Calau, am Amts- und Landgericht Cottbus und 11. Zivilsenat des Kammergerichts Berlin. Seine zweite juristische Staatsprüfung bestand er 1913 in Berlin. Er wurde zum Gerichtsassessor ernannt.
Von 1913 bis 1914 war Strasser Schriftleiter und Chefredakteur der Halleschen Zeitung. Zeitgleich ließ er sich in Halle (Saale) als Rechtsanwalt nieder. Von 1914 bis 1928 war Strasser Rechtsanwalt und ab 1919 zusätzlich Notar in Eisleben. Zwischen 1916 und 1918 nahm Strasser am Ersten Weltkrieg teil. Er war zunächst Kanonier, dann ab 1917 Kriegsgerichtsrat beim Generalkommando des IV. Armeekorps in der Ukraine. Von 1928 bis 1930 war Strasser Rechtsanwalt und Notar in Göttingen, anschließen von 1930 bis 1932 in Rudolstadt und von 1932 bis 1933 in Frankfurt am Main. 1933 ließ er sich als Rechtsanwalt in Berlin nieder, wurde aber wegen Verletzung von Rechtsanwaltspflichten mit einem Berufsverbot belegt. Bis zum Ende des Zweiten Weltkriegs war er als Privatgelehrter und freier Musik- und Kunstschriftsteller tätig.

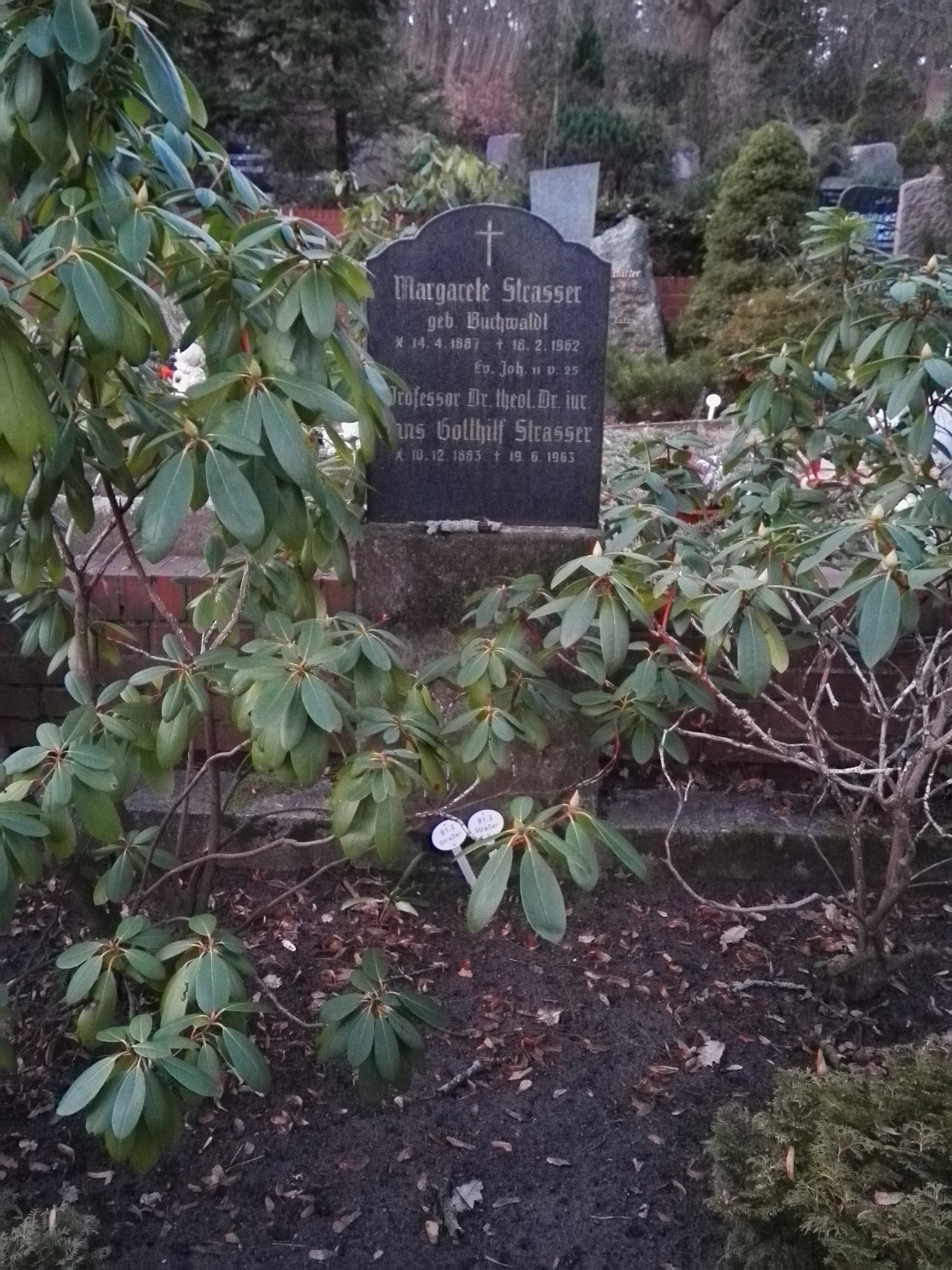
Grabstätte

1945 wurde Strasser Dezernent in der Berliner Finanzverwaltung. Im gleichen Jahr trat er in die Liberal-Demokratische Partei Deutschlands (LDPD) ein, deren Zentralvorstand er ab 1947 angehörte. 1946 wurde er Chefredakteur der Norddeutschen Zeitung. Im selben Jahr arbeitete er an der Volkshochschule Schwerin als Dozent. Von Dezember 1946 bis Dezember 1948 war Strasser Staatsminister für Finanzfragen im Land Mecklenburg und anschließend bis zur Gründung der DDR im Oktober 1949 Mitglied der Deutschen Wirtschaftskommission. Daneben wurde Strasser 1946 mit der Einrichtung und Leitung der Norddeutschen Zeitung in Schwerin betraut. Von 1946 bis 1950 gehörte er dem mecklenburgischen Landtag an. 1946 wurde Strasser außerordentlicher und 1948 ordentlicher Professor für Staats- und Kirchenrecht an der Universität Rostock und blieb es bis zu seiner Emeritierung 1952. Von 1951 bis 1957 hatte Strasser einen Lehrauftrag für Kirchenrecht und 1952 eine Gastprofessur an der Humboldt-Universität zu Berlin.
Von 1948 bis 1950 gehörte Strasser dem Deutschen Volksrat bzw. der Volkskammer an. 
Strasser übernahm 1951 den Vorsitz des Kirchengerichts der Evangelischen Kirche Berlin-Brandenburg.
Strasser heiratete am 3. Juli 1913 in Berlin Margarete Emma Luise Buchwaldt (14. April 1887–18. Februar 1962). Er starb am 19. Juni 1963 18:20 Uhr in seiner Wohnung in Berlin-Wilhelmshagen, Hochlandstraße 32 und ist auf dem Evangelischen Friedhof Rahnsdorf-Wilhelmshagen in der Abteilung C bestattet.

## Schriften
- Die Neuordnung des Pressewesens im demokratischen Staate. Mecklenburgischer Heimat-Verlag, Schwerin 1948